# Кольтоган (Ордабасинский район)
Кольтоган (каз. Көлтоған, до 1993 г. — Мамаевка) — село в Ордабасинском районе Туркестанской области Казахстана. Входит в состав Карааспанского сельского округа. Находится примерно в 15 км к юго-западу от районного центра, села Темирлановка. Код КАТО — 514643580.

## История
Переселенческое село Мамаевка основано в 1892 г.

## Население
В 1999 году население села составляло 1243 человека (599 мужчин и 644 женщины). По данным переписи 2009 года в селе проживало 1299 человек (635 мужчин и 664 женщины).